# Адамс, Лиза
Лиза Адамс (англ. Lisa Adams; род. 18 ноября 1990, Роторуа, Бей-оф-Пленти) ― новозеландская легкоатлетка-паралимпиец, толкательница ядра F37 и метатель диска F38, чемпионка мира 2019 года в толкании ядра, чемпионка летних Паралимпийских игр 2020 в толкании ядра.

## Биография
Адамс родилась 18 ноября 1990 года в Роторуа, Новая Зеландия. В раннем возрасте у нее диагностировали левую гемиплегию, форму церебрального паралича. В детстве играла в нетбол и баскетбол, а в 2017 году играла в регби в женской команде Вайките.

## Спортивная карьера
В 2018 году она стала первой женщиной, сыгравшей с мужской национальной сборной Новой Зеландии на чемпионате Содружества Лиги регби с физическими недостатками (PDRL). Она была выбрана знаменосцем церемонии открытия чемпионата.
Адамс начала соревноваться в паралимпийской легкой атлетике в 2018 году в возрасте 28 лет. Она стала чемпионкой мира и рекордсменкой мира в толкании ядра F37 в 2019 году, выиграв золотую медаль на чемпионате мира по паралимпийской легкой атлетике 2019 года.
Адамс участвовал в летних Паралимпийских играх 2020 года в Токио, Япония, и выиграл золотую медаль в толкании ядра F37 среди женщин, установив при этом 4 рекорда Паралимпийских игр.

## Личная жизнь
Адамс — младшая сестра двукратной олимпийской чемпионки по толканию ядра Валери Адамс, которая также является ее личным тренером. Баскетболист НБА Стивен Адамс — ее младший брат.